# Diocese de Auki

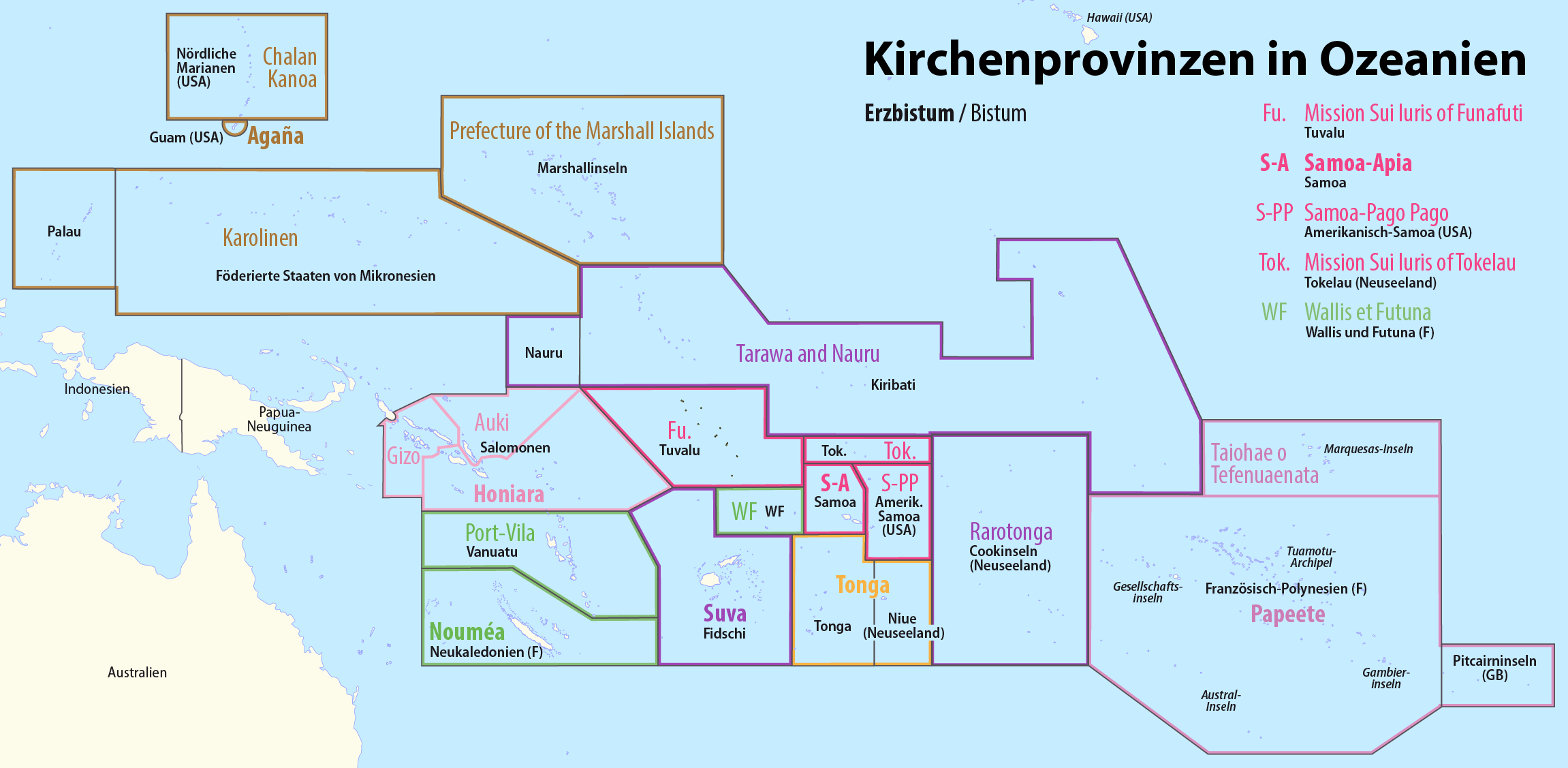
Mapa das províncias eclesiásticas e dioceses da Igreja Católica na Oceania

A Diocese de Auki (Dioecesis Aukina) é uma diocese sufragânea da Arquidiocese de Honiara, nas Ilhas Salomão. Foi erguida em 1982.

## Bispos
- Gerard Francis Loft, S. M. (1983–2004)
- Christopher Michael Cardone, O.P. (2004–2016) Nomeado Arcebispo de Honiara
- Peter Houhou (2018-2023) Nomeado Bispo de Gizo